# 이루리 (가수)
이루리(1985년 8월 13일 ~ )는 대한민국의 가수, 작곡가다. 2022년 싱글 앨범 [존버하면 언젠가]로 데뷔했다.

## 방송
- 히든싱어 6 (2020) - 김원준 편 4위
- 아침마당 (2021)

## 음반
- 존버하면 언젠가 (2022)
- 나의사랑 나의그대여 (2023)